# ۱۰ پیکومتر
در این صفحه فهرستی از طول‌های میان ۱۰−۱۱ m و ۱۰−۱۰ m یا برابر آن: ۱۰ پیکومتر و ۱۰۰ پیکومتر داده شده است.
طول‌های کوتاه‌تر از ۱۰ پیکومتر
- ۲۵ pm — شعاع آزمایشگاهی به دست آمده برای اتم هیدروژن[۱]
- ۲۸ pm — شعاع کووالانسی اتم هلیم[۲]
- ۳۱ pm — شعاع کووالانسی اتم هیدروژن[۱]
- ۳۱ pm — شعاع محاسبه شده برای اتم هلیم[۲]
- ~۵۰ pm — بالاترین تفکیک نوری که بهترین میکروسکوپ‌های الکترونی تا کنون داشته‌اند.[۳]
- ۵۳ pm — شعاع محاسبه شده برای اتم هیدروژن[۱]

طول‌های بلندتر از ۱۰۰ پیکومتر